# Ґраммоптера руда
Глодівка обпалена (лат. Grammoptera ustulata Schaller, 1783 = Leptura adusta Gmelin, 1790 = Grammoptera praeusta Fabricius, 1787 nec Linnaeus, 1758 = Leptura splendida Herbst, 1784) — вид з родини Скрипунових.

## Поширення
Глодівка обпалена – європейський вид у складі європейського зоогеографічного комплексу. Ареал охоплює всю Європу. 
В регіоні Українських Карпат зустрічається досить рідко. Більш приурочена до передгір’їв Закарпаття. Вид розповсюджений у зоні листяних та змішаних листяно-шпилькових лісів.

## Морфологія

### Імаго
G. ustulata є дрібним видом, загальна довжина тіла не більша 8-8,5 мм. Чорне забарвлення тіла приховане густими рудуватими волосками, які вкривають передньоспинку та надкрила. Вершина надкрил чорна, не опушена. Ноги червоні іноді затемнені. Вусики рудуваті, часто цілком темні.

### Личинка
Личинка дрібна до 12 мм завдовжки. Тіло сплющене в дорзо-вентральному напрямку, вкрите дрібними щетинками. Голова з трьома великими вічками з кожної сторони. Гіпостом порівняно видовжений. Верхня губа овальна поперечно розширена. Щелепи вузькі, видовжені із заокругленими зубцями. Вусики дуже короткі, двочленикові. Передньоспинка зі слабкою жовтою перев’яззю, при основі слабко зморшкувата. Ноги відносно довгі. Спинні мозолі розвинені на 1-7-у сегментах черевця.

## Життєвий цикл
Личинка розвивається в деревині листяних порід. Поліфаг. Генерація однорічна.